# La celebración

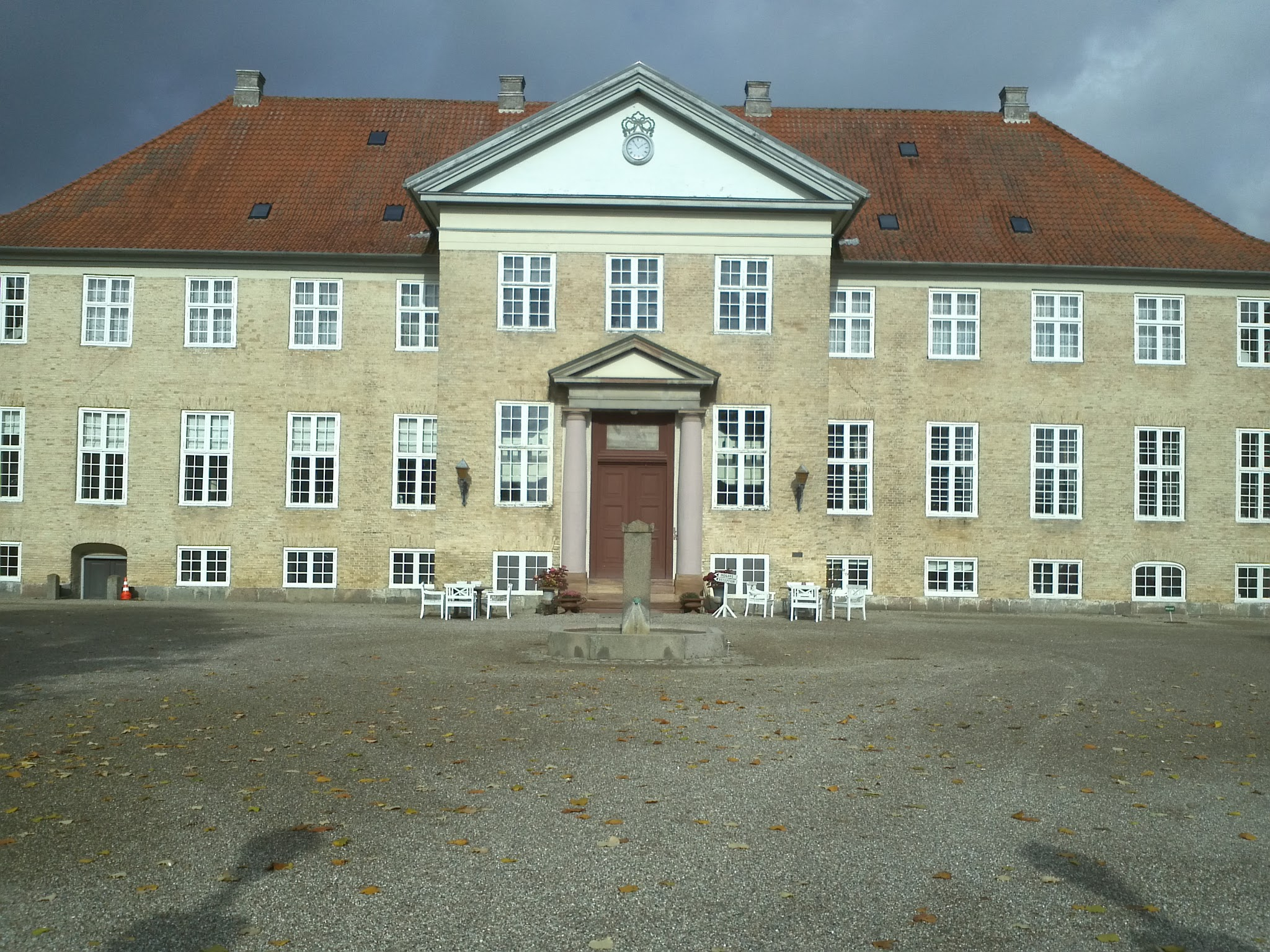
El Castillo de Skjoldenæsholm fue el lugar de rodaje de Festen.

Celebración o La celebración (en danés: Festen) es una película de comedia negra danesa de 1998 escrita y dirigida por Thomas Vinterberg. La película gira en torno a una reunión familiar para celebrar el 60 cumpleaños de su padre. Vinterberg se inspiró para escribirlo con Mogens Rukov, basado en un engaño transmitido por una estación de radio danesa.
Fue la primera película de Dogma 95, un movimiento artístico creado por los directores daneses Vinterberg y Lars von Trier. El movimiento prefirió valores de producción simples y analógicos para permitir el resaltado de la trama y el rendimiento. Festen fue seleccionada como la entrada danesa para la mejor película de habla no inglesa en los 71.º Premios Óscar, pero finalmente no fue nominada. Sin embargo, ganó el Premio del Jurado en el Festival de Cine de Cannes 1998.

## Argumento
Helge, un respetado empresario y patriarca de la familia, celebra su 60.º cumpleaños en el hotel familiar. Reunidos entre un numeroso grupo de familiares y amigos se encuentran su esposa Else, su hosco hijo mayor Christian, su grosero hijo menor Michael y su hija Helene, una viajera empedernida. Otra hermana, Linda, se quitó la vida recientemente en el hotel. Helene encuentra la nota de suicidio de Linda , pero la esconde en un frasco de medicina tras molestarse por el contenido no revelado. Michael se pelea con su esposa, a quien había abandonado previamente en la carretera con sus tres hijos, y luego tiene relaciones sexuales con ella. Más tarde golpea a Michelle, una camarera del hotel, después de que ella lo lleva aparte para comentarle que la había dejado embarazada en una aventura.
En la cena de cumpleaños de Helge, Christian hace un brindis por su padre. Durante el brindis, acusa públicamente a Helge de abusar sexualmente de él y de su hermana gemela Linda cuando eran niños. Tras un silencio inicial de sorpresa, la fiesta continúa como de costumbre mientras los invitados deciden superar el momento de negación. Helge lleva a Christian aparte para entablar una conversación desconcertada sobre sus acusaciones. Cuestiona sus motivaciones para difamarlo , y Christian parece retractarse. Sin embargo, Christian es impulsado a tomar medidas adicionales por la chef del hotel, Kim, una amiga de la infancia que conoce el abuso. Kim ordena a Pia y Michelle que escondan las llaves del coche de los invitados. Christian luego continúa su brindis acusando a Helge de causar la muerte de Linda a través del trauma del abuso. Helge habla con Christian a solas y lo amenaza con mencionar su problemática historia personal, incluyendo su impotencia con las mujeres y la relación quizás incestuosa de Christian con Linda.
Para agravar aún más la tensión del día, aparece Gbatokai, el novio negro de Helene, lo que provoca que el racista Michael guíe a la mayoría de los asistentes a cantar la canción danesa racista " Jeg har set en rigtig negermand " para ofenderlo. Más tarde, Else hace un brindis con comentarios insultantes hacia sus hijos y acusa a Christian de tener una imaginación desbordante. Con esto, le pide que se disculpe por sus declaraciones y acusaciones previas. Christian acusa entonces a Else de saber del abuso y no haber intervenido. Michael y otros dos huéspedes expulsan a Christian del hotel. Cuando Christian regresa, lo golpean y lo atan a un árbol en el bosque afuera del hotel. Christian se desata y regresa. Pia encuentra la nota de suicidio de Linda y se la da a Christian.
Christian le entrega la nota a Helene y ella la lee en voz alta delante de los invitados a la fiesta. En la nota, Linda afirma estar abrumada por el trauma del abuso de Helge. Helge admite sus fechorías y sale del comedor. Christian tiene una alucinación de Linda, lo que le provoca un desmayo. Al despertar, Helene le informa que Michael ha desaparecido. Michael, también borracho, llama a Helge y lo golpea brutalmente. A la mañana siguiente, mientras la familia y los invitados desayunan, Helge entra y habla con el grupo. Admite su fechoría y declara su amor por sus hijos. Michael finalmente expulsa a su padre de la familia al ordenarle que se vaya de la mesa.

## Comentario
El tema de la película es, en resumen, la serie de circunstancias críticas que se presentan en una familia cuando, en plena fiesta de celebración del sexagésimo cumpleaños del padre (el respetado patriarca Helge, un empresario, interpretado por Henning Moritzen), el mayor de sus hijos, Christian (Ulrich Thomsen) revela, al brindar en la cena en su honor en un hotel propiedad de la familia, las verdades que permanecieron ocultas durante muchos años.

## Reparto
- Ulrich Thomsen como Christian Klingenfeldt-Hansen.
- Henning Moritzen como Helge, el padre.
- Thomas Bo Larsen como Michael, el hermano.
- Paprika Steen como Helene, la hermana.
- Birthe Neumann como Else, la madre.
- Trine Dyrholm como Pia.
- Helle Dolleris como Mette.
- Therese Glahn como Michelle.
- Klaus Bondam como Helmut von Sachs, el maestro de ceremonias.
- Bjarne Henriksen como Kim.
- Gbatokai Dakinah como Gbatokai.
- Lasse Lunderskov como el tío.
- Lars Brygmann como Lars, el receptionista.
- Lene Laub Oksen como Linda, la hermana muerta.
- Linda Laursen como Birthe.
- John Boas como abuelo.
- Erna Boas como abuela.

## Premios
Premios del Círculo de Críticos de Cine de Nueva York
| Categoría                           | Resultado |
| ----------------------------------- | --------- |
| Mejor película en lengua extranjera | Ganadora  |